# 中山大仏

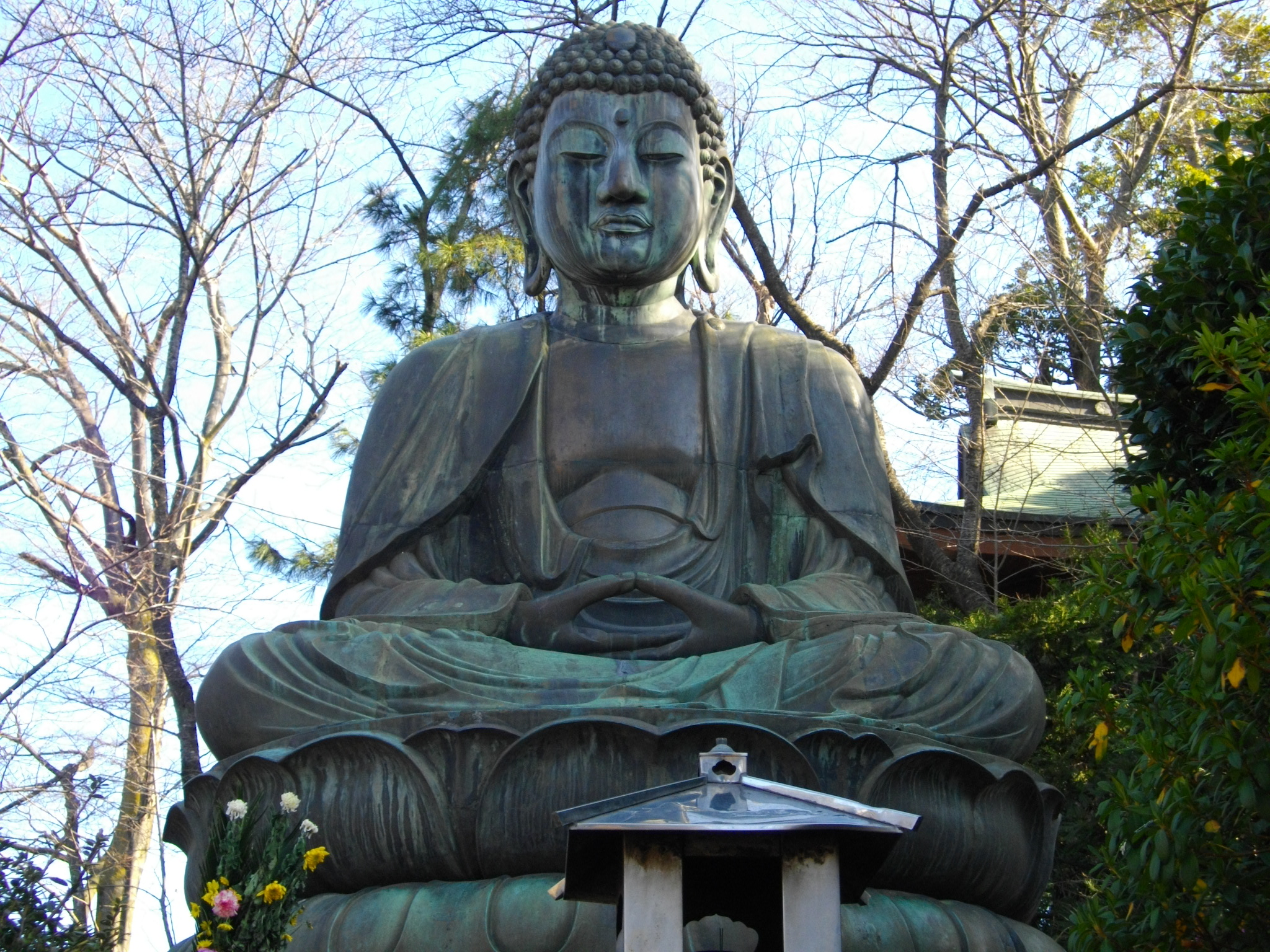
中山大仏

中山大仏（なかやまだいぶつ）は、千葉県市川市中山二丁目にある日蓮宗大本山法華経寺境内に建立された釈迦如来坐像である。通称「中山大仏」と呼ばれている。市川市指定文化財。
享保4年（1719年）、法華経寺第59世日禅上人のときに江戸神田鍋町の鋳物師太田駿河守藤原正義によって鋳造された。大きさは身の丈1丈6尺（約4.8m）、台座2間半（約4.5m）といわれている。
平成28年4月から平成30年3月まで保存修理が行われていた。